# Guy de Montgolfier
Pour les autres membres de la famille, voir Famille de Montgolfier.
Guy, Albert, Marie de Montgolfier, né le 1er janvier 1901 à Tournon (Ardèche) et mort le 2 décembre 1955 à Toulon (Var), est un homme politique français.

## Biographie
Guy de Montgolfier est élève au collège des Minimes à Lyon, puis à l'Institut hydroélectrique de Grenoble. Il est envoyé en Syrie à la suite de service militaire.
Avec son épouse, Paule de Clausel de Coussergues, ils auront dix enfants.
Maire de Tournon, il est conseiller général de 1945 à 1955 et député de l'Ardèche de 1951 à 1955.